# 利科沃道莫什
利科沃道莫什，是匈牙利佐洛州所辖的一个村，总面积6.69平方公里，总人口203，人口密度30.3人/平方公里（2010年1月1日）。